# Mokrá Poľana
Mokrá Poľana byla přírodní rezervace v oblasti Muráňská planina. Nacházela se v katastrálním území obce Šumiac v okrese Brezno v Banskobystrickém kraji. Území bylo vyhlášeno či novelizováno v roce 2000 na rozloze 13,5244 ha. Ochranné pásmo nebylo stanoveno.
Přírodní rezervace byla k 1. říjnu 2022 zrušena a území bylo zařazeno do systému zón národního parku Muráňská planina.